# Carterodon sulcidens
Genre
Espèce
Statut de conservation UICN

 DD  : Données insuffisantes
Carterodon sulcidens est la seule espèce du genre monospécifique Carterodon, un genre de mammifères rongeurs de la famille des Echimyidae qui regroupe des rats épineux. C'est un animal terrestre, endémique du Brésil, qui vit en partie dans des galeries creusées dans le sol, entre forêt et herbages. Les populations sont rarement observées et ce rat est difficile à capturer, mais son habitat diminue, ce qui laisse penser que l'espèce est menacée.    
Ce genre a été décrit pour la première fois en 1841 par le zoologiste danois Peter Wilhelm Lund (1801-1880) et l'espèce en 1848 par le zoologiste britannique George Robert Waterhouse (1810-1888).